# Michael Lang (cầu thủ bóng đá, sinh 1998)
Michael Lang (sinh ngày 4 tháng 7 năm 1998) là một cầu thủ bóng đá người Áo. Anh thi đấu cho SC Austria Lustenau.

## Sự nghiệp câu lạc bộ
Anh ra mắt tại Giải bóng đá hạng nhất quốc gia Áo cho SC Austria Lustenau vào ngày 4 tháng 8 năm 2017 trong trận đấu trước SC Wiener Neustadt.